# Monte Oramara
Il monte Oramara (1522 metri) è una montagna dell'Appennino Ligure.

## Geografia
La montagna è la più alta dello spartiacque di sinistra della val d'Aveto (quello di destra è il Maggiorasca). Sullo stesso versante di sinistra della val d'Aveto, nelle vicinanze della vetta si trovano il monte Montarlone (1500 metri) e il monte Dego (1427 metri). La vetta del monte Oramara dista in linea d'aria solamente 5150 m dalla vetta del monte Crociglia (1525 m) che però si trova sull'altro crinale, quello di destra. Fra le due vette si trova il punto più stretto della Valle. Nelle immediate vicinanze si trovano i centri abitati di Vicosoprano, Vicomezzano e Alpepiana - nella città metropolitana di Genova - ed Orezzoli e Bussego in provincia di Piacenza.
Da questo monte nasce il torrente Gramizzola, che sfocerà dopo un percorso di 9 km nella Trebbia.
La cima del monte Oramara è un ottimo punto di osservazione su tutta la valle, sui monti del Pavese (Monte Penice 1460 m, monte Lesima 1724 m) e sui monti del Piacentino (monte Alfeo 1650 m). 

## Ambiente
La flora è composta da un vasto bosco di faggi ed il sottobosco è ricco di frutti silvestri quali mirtilli, lamponi, more e fragole di bosco. Ai piedi del monte, sulla val d'Aveto, si estende "Pian Seiun", un altopiano di notevoli dimensioni sul quale, nel periodo invernale, si formano delle pozze d'acqua impropriamente chiamate "laghi".